# Banisteriopsis caapi
Banisteriopsis caapi er en sydamerikansk lian i plantefamilien Malpighiaceae. Den bruges som en af ingredienserne i ayahuasca, et dekokt med en psykoaktiv virkning som bruges af oprindelige folk i regnskoven i Amazonas.

## Beskrivelse
Banisteriopsis caapi er en stor lian med karakteristiske 12-14 mm hvide eller lyserøde blomster. Den blomstrer oftest i januar, men er kendt for at blomstre sjældent. Den ligner Banisteriopsis membranifolia og Banisteriopsis muricata, som er i samme planteslægt.
Stænglerne som snor sig om andre planter, kan blive op til 30 m lange.

## Indholdsstoffer

### Alkaloider
Planten indeholder følgende harmala-alkaloider:
- Harmin, 0.31–8.43 %[5]

- Harmalin, 0.03–0.83 %[5]
- Tetrahydroharmin, 0.05–2.94 %[5]

Disse alkaloider hæmmer virkningen af enzymet monoamino-oxidase (MAO), som normalt ville nedbryde det psykedeliske stof N,N-dimethyltryptamin (DMT) hvis det indtages mundtligt. Da drikken ayahuasca indeholder både disse alkaloider fra Banisteriopsis caapi og DMT, som kommer fra bladene af chakruna-busken (psychotria viridis), betyder det at DMT ikke nedbrydes ved indtagelsen, men kan optages i kroppen.
Alkaloiderne er til stede i alle dele af planten.

### Polyfenoler
Banisteriopsis caapi indeholder også polyfenolerne Proanthocyanidin, epicatechin og Procyanidin B2 som har virker som antioxidanter.

## Historie
Den første omtale af planten blandt europæere kom fra spanske og portugisiske opdagelsesrejsende og missionærer, der besøgte Sydamerika i det 1700-tallet, og beskrev ayahuasca som "djævelsk" og "farligt".
Banisteriopsis caapi blev først beskrevet videnskabeligt i 1851 af den engelske botaniker Richard Spruce, en engelsk botaniker. Han observerede, hvordan guahibo-folket i Venezuela tyggede barken af planten i stedet for at brygge den som en drik[.

## Patent
Banisteriopsis caapi var genstand for en patentstrid mellem den amerikanske iværksætter Loren Miller og Det Koordinerende organ for Oprindelige Folks Organisationer i Amazonasbækkenet (Coordinating Body of Indigenous Organizations of the Amazon Basin, COICA). I 1986 fik Miller et amerikansk patent på en varietet af B. caapi. COICA hævdede, at patentet var ugyldigt, fordi Millers varietet tidligere var blevet beskrevet i University of Michigans herbarium og derfor hverken var ny eller unikt. Patentet blev underkendt i 1999, men blev genetableret i 2001 af United States Patent and Trademark Office, fordi loven på det tidspunkt, hvor patentet blev udstedt, ikke gav en tredjepart som COICA ret til at gøre indsigelse. Patentet udløb i 2003.